# Soay (schaap)

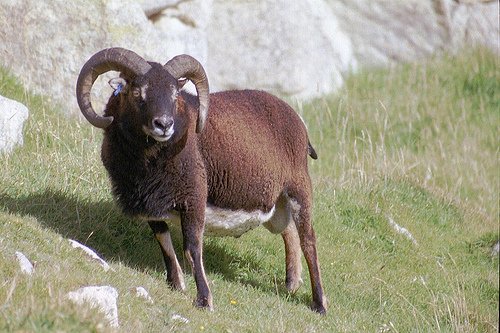
Soay

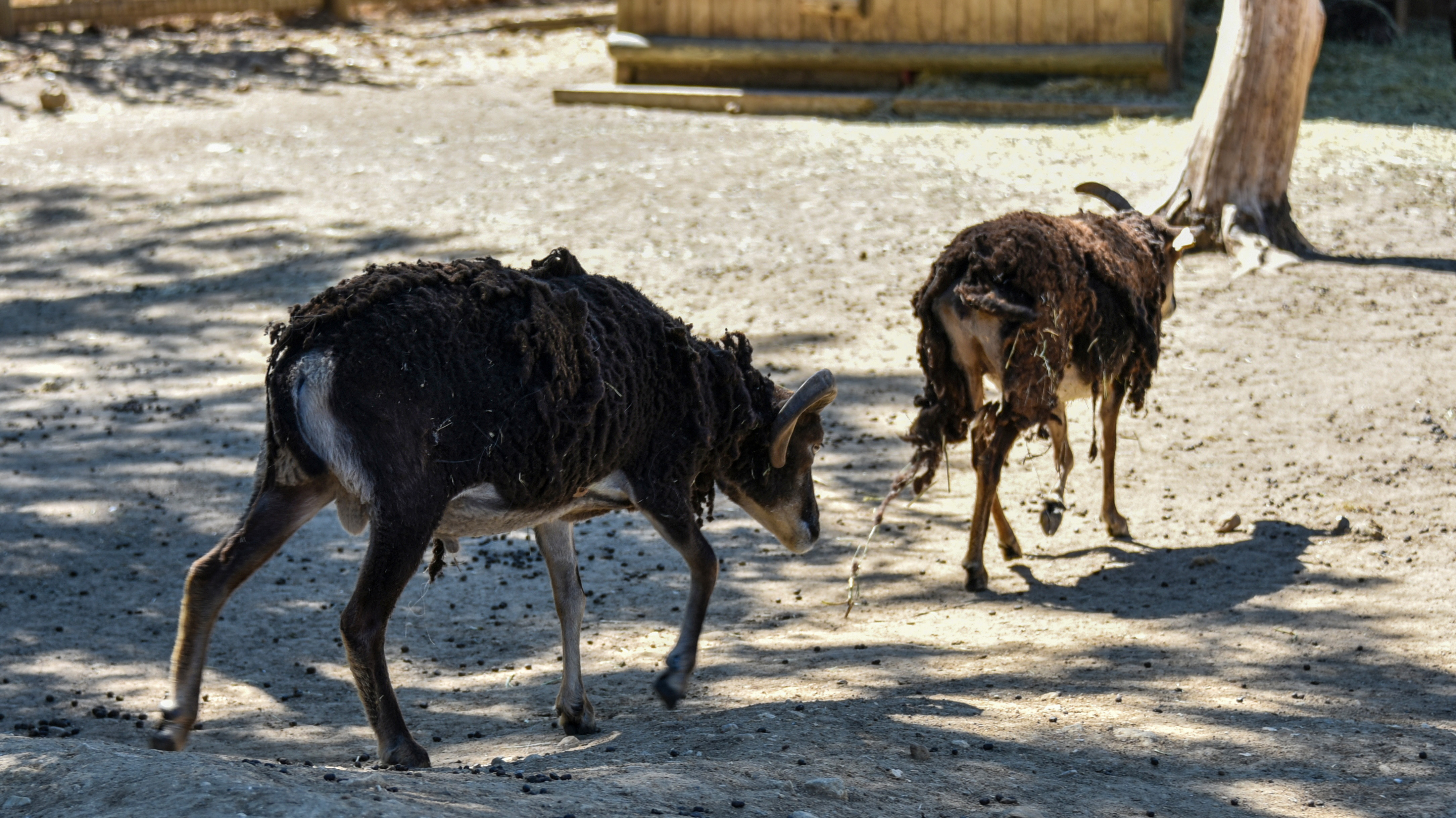
Soay in het Parc animalier des Gorges de l'Ardèche terwijl ze hun wol verliezen

Soay is een schapenras dat oorspronkelijk van de Schotse Saint Kilda archipel komt. Het schaap is vernoemd naar het eiland Soay. Het is een vrij klein schapenras dat goed is aangepast aan de barre omstandigheden op deze vrijwel onbegroeide oceaaneilanden.
In de jaren 1930 werden de eilanden ontruimd, de vaste bewoners gingen ergens anders wonen. Er bleef alleen een legerbasis over en wat huisvesting voor onderzoekers en vrijwilligers die helpen de eilanden als natuurgebied te beheren. De schapen werden aan hun lot overgelaten en zijn daardoor onderhevig aan natuurlijke selectie, waardoor de populatie is verwilderd. Het is een afgesloten populatie zonder dat er emigratie of immigratie optreedt en er zijn geen grote predatoren die de aantallen reguleren.
Er is een kudde op het eiland Hirta die sinds de jaren 1950 door biologen intensief wordt onderzocht naar evolutionaire processen zoals het effect van natuurlijke selectie.
Vanaf andere eilanden dan Hirta zijn dieren naar het vasteland gebracht, omdat het ras eigenschappen heeft die ook elders van pas komen. De schapen staan bekend om hun vermogen zelf hun vacht te kunnen ruien. Ze hoeven daarom niet geschoren te worden. Om deze reden worden ze tegenwoordig veel ingezet voor de begrazing van natuurgebieden. Omdat het ruien van de vacht jaarlijks plaatsvindt in de vroege zomer worden de schapen gebruikt voor het bestuderen van jaarcycli. Jaarcycli in fysiologie en reproductie worden bij deze dieren aangestuurd door een interne biologische jaarklok.